# Кана (Гросето)
Кана (итал. Cana) је насеље у Италији у округу Гросето, региону Тоскана.
Према процени из 2011. у насељу је живело 263 становника. Насеље се налази на надморској висини од 482 м.